# Ruppertsecken
Ruppertsecken là một đô thị thuộc thuộc huyện Donnersberg, Đức. Đô thị Ruppertsberg có diện tích 9,43 km², dân số thời điểm ngày 31 tháng 12 năm 2006 là 392 người.